# Fontaine du Soir (jardins de Versailles)
La fontaine du Soir est une fontaine du parc du château de Versailles. 
Elle se situe à l'angle nord-ouest du parterre d'Eau, face au parterre du Nord. Elle est constituée de deux sculptures en bronze de Corneille Van Clève et Jean Raon (1687) représentant un lion terrassant un sanglier et un lion terrassant un loup. 
Trois statues de marbre issues de la Grande Commande en décorent l'extérieur :
- L’Heure de Midi par Gaspard Marsy ;
- Le Soir par Gaspard Marsy ;
- L'Air par Étienne le Hongre .